# Division I 1962-1963 (pallacanestro maschile)
La Division I 1962-1963 è stata la 31ª edizione del massimo campionato belga di pallacanestro maschile. La vittoria finale è stata ad appannaggio dell'Antwerpse.

## Risultati

### Stagione regolare
|     | Squadra              | G  | V  | N | P  | PF | PS | Pt. | Qualificazione |
| --- | -------------------- | -- | -- | - | -- | -- | -- | --- | -------------- |
| 1.  | Antwerpse            | 22 | 19 | 2 | 1  |    |    | 40  |                |
| 2.  | VG Ostenda           | 22 | 20 | 0 | 2  |    |    | 40  |                |
| 3.  | Racing Bruxelles     | 22 | 14 | 2 | 6  |    |    | 30  |                |
| 4.  | Racing Mechelen      | 22 | 12 | 2 | 8  |    |    | 26  |                |
| 5.  | Canter Schaerbeek    | 22 | 13 | 0 | 9  |    |    | 26  |                |
| 6.  | Zaziko Anversa       | 22 | 10 | 1 | 11 |    |    | 21  |                |
| 7.  | Royal IV             | 22 | 8  | 1 | 13 |    |    | 17  |                |
| 8.  | Anversa Giants       | 22 | 8  | 1 | 13 |    |    | 17  |                |
| 9.  | Excelsior Cuesmes    | 22 | 8  | 0 | 14 |    |    | 16  |                |
| 10. | Rubo Niel Anversa    | 22 | 6  | 1 | 15 |    |    | 13  |                |
| 11. | Amicale Salzinnes    | 22 | 6  | 0 | 16 |    |    | 12  | retrocesse     |
| 12. | Union Saint-Gilloise | 22 | 3  | 0 | 19 |    |    | 6   | retrocesse     |

| Division I 1962-1963 |
| -------------------- |
| Antwerpse 6º titolo  |

## Formazione vincitrice
| N° | Naz.              | Ruolo | Sportivo        |  | Alt. |  |
| -- | ----------------- | ----- | --------------- |  | ---- |  |
|    | Belgio (bandiera) |       | Josef du Jardin |  | 175  |  |
|    | Belgio (bandiera) |       | Jef Eygel       |  | 184  |  |